# Acautomus insularis
Acautomus insularis is een keversoort uit de familie dwerghoutkevers (Cerylonidae). De wetenschappelijke naam van de soort werd in 1994 gepubliceerd door Roger Dajoz.